# Cryptotettix
Cryptotettix is een geslacht van rechtvleugeligen uit de familie doornsprinkhanen (Tetrigidae). De wetenschappelijke naam van dit geslacht is voor het eerst geldig gepubliceerd in 1900 door Hancock.

## Soorten
Het geslacht Cryptotettix omvat de volgende soorten:
- Cryptotettix fanovana Günther, 1974
- Cryptotettix imerina Rehn, 1929
- Cryptotettix impennis Günther, 1939
- Cryptotettix insularis Günther, 1974
- Cryptotettix macrophthalmus Günther, 1974
- Cryptotettix similis Günther, 1974
- Cryptotettix spinilobus Hancock, 1900